# Чмирівська сільська територіальна громада
Чмирівська сільська об'єднана територіальна громада — об'єднана територіальна громада в Україні, у Старобільському районі Луганської області. Адміністративний центр — село Чмирівка.
Площа громади — 206,23 км², населення — 6569 мешканців (2018).
Утворена 27 вересня 2016 року шляхом об'єднання Бутівської, Вишневої, і Чмирівської сільських рад Старобільського району.
Переутворена у  2020 році шляхом об'єднання Бутівської, Веселівської, Вишневої, Караяшницької, Садківської, Чмирівської, Шпотинської сільських рад Старобільського району.

## Населені пункти
У складі громади: селище Степове та села Антонівка, Березове, Бондареве, Бутове, Веселе, Вишневе, Запорізьке, Західне, Караяшник, Лозове, Новоомелькове, Оріхове, Петрівське, Піщане, Роздольне, Садки, Сенькове, Тарабани, Тецьке, Чмирівка, Шпотине.